# Морис Лашатр
Морис Лашатр (на френски: Maurice Lachâtre) е френски издател.
Роден е на 14 октомври 1814 година в Исудюн в семейството на офицер и дребен благородник. Учи във военно училище, от ранна възраст се увлича по сенсимонизма и през целия си живот симпатизира на различни крайнолеви учения. През 1839 година се установява в Париж и развива дейност като банкер и книгоиздател. През следващите десетилетия често има конфликти с цензурата и в продължителни периоди живее в изгнание в Испания, Белгия и Швейцария. Наред с много от популярните романи на Йожен Сю издава книги в областта на фуриеризма, сенсимонизма, спиритизма, социализма, хомеопатията, както и първото френско издание на „Капиталът“ на Карл Маркс.
Морис Лашатр умира на 9 март 1900 година в Париж.